# اسکار اچ. بانکر
اسکار اچ. بانکر (انگلیسی: Oscar H. Banker؛ ۱۸۹۵ – ژانویه ۱) مخترع ارمنی‌تبار اهل ایالات متحده آمریکا بود.
اسکار اچ. بانکر در سن ۸۹ سالگی درگذشت.

## اختراعات قابل‌توجه
- تیزکن اره نواری شماره ثبت اختراع ایالات متحده 1,634,281، تاریخ ثبت: 3 مارس 1924، تاریخ صدور: 5 ژوئیه 1927.][۳]
- تغییر سرعت مخابره اختراع ایالات متحده شماره 1،985،884، تاریخ ثبت: 14 دسامبر 1932، تاریخ صدور: 1 ژانویه 1935.[۴]
- تغییر مکانیسم انتقال سرعت، ثبت اختراع ایالات متحده شماره 2،198،072، تاریخ ثبت: 31 مه 1934، تاریخ صدور: 23 آوریل 1940.
- گیربکس اتوماتیک پتنت ایالات متحده 2،199،095، تاریخ ثبت: 18 اکتبر 1934، تاریخ صدور: 30 آوریل 1940.[۵]
- Gun Type Innoculator US Patent Number 3,518,990، تاریخ بایگانی: 2 مه 1968، تاریخ صدور: 7 ژوئیه 1970.[۶]
- دستگاه خود‌تمیز‌شونده تصفیه آب دریا، ثبت اختراع ایالات متحده شماره 2735807، تاریخ ثبت: 20 اکتبر 1951، تاریخ صدور: 21 فوریه 1956.[۷]
- Change-Speed Gearing for Aircraft Propellers. ثبت اختراع ایالات متحده 2،348،716، تاریخ ثبت: 15 مه 1941، تاریخ صدور: 16 مه 1944.[۸]
- مکانیزم فرمان برقی، ثبت اختراع ایالات متحده شماره 2،977،813، تاریخ تشکیل: 13 آوریل 1955، تاریخ صدور: 4 آوریل 1961.[۹]
- شیر تخلیه فشار بالا US Patent Number 2,989,072، تاریخ بایگانی: 24 آوریل 1959، تاریخ صدور: 20 ژوئن 1961.[۱۰]
- سوئیچ خودکار چراغ و قطع‌کن باتری، شماره ثبت اختراع ایالات متحده 3،963،941، تاریخ ثبت: 16 آوریل 1975، تاریخ صدور: 15 ژوئن 1976.[۱۱]
- مکانیسم مرکب برای چاپ چند رنگی ثبت اختراع ایالات متحده شماره 2022840، تاریخ پر کردن: 7 ژوئیه 1927، تاریخ صدور: 3 دسامبر 1935.[۱۲]